# Liste des ordres, décorations et médailles du Canada
Les ordres, décorations et médailles du Canada comprend un système complexe par lequel les Canadiens sont honorés pour des actes qui profitent à la collectivité ou à l'ensemble du pays, sur le modèle du système britannique. Il est supervisé par le monarque du Canada, et géré par son représentant le gouverneur général sur le sol canadien.

## Système honorifique canadien

### Histoire
Sur le modèle de son prédécesseur britannique, le système prend son origine au moment du centenaire du Canada en 1967 avec l'Ordre du Canada et a depuis augmenté le nombre d'honneurs pour y inclure des ordres dynastiques et nationaux, des décorations nationales, et des médailles civiles ou militaires. 
Chaque province et territoire du Canada émet également des ordres distincts et des médailles pour honorer leurs résidents pour le travail effectué pour le bénéfice de leur province. 
Les honneurs provinciaux, ainsi que certains des honneurs nationaux, autorisent l'utilisation des lettres post-nominales ou des supports et d'autres dispositifs pouvant être utilisé sur les armoiries personnelles. 
Le monarque du Canada est considérée comme la source de tous les honneurs puisqu'il ou elle est la seule personne qui peut décider de la création de nouvelles distinctions nationales. Au Canada, le monarque est représenté par le gouverneur général, qui effectue des admissions et distribue des prix au nom du souverain. En tant que telle, l'administration du système de décoration est gérée par la Chancellerie des distinctions honorifiques à Rideau Hall, qui fait partie du Bureau du secrétaire du gouverneur général du Canada. Le gouverneur général définit également par décret en Conseil l'ordre de préséance du port des insignes, décorations et médailles.
Le système des honneurs canadien est un moyen de récompenser le courage, la réussite ou le service d'une personne pour le royaume. Il comprend trois types de récompenses :
- les honneurs et ordres ;
- les décorations militaires et civiles ;
- les médailles.

## Ordres
| Ordre                                                                                              | Rang / Lettres post-nominales  | Création | Fondateur   | Devise                                                                         | Éligibilité                               | Pays                                                  |
| -------------------------------------------------------------------------------------------------- | ------------------------------ | -------- | ----------- | ------------------------------------------------------------------------------ | ----------------------------------------- | ----------------------------------------------------- |
| Ordre du Mérite Order of Merit                                                                     | OM                             | 1902     | Édouard VII | FOR MERIT (« Pour mérite »)                                                    | Citoyens du Commonwealth                  | Royaume-Uni Commonwealth                              |
| Ordre du Canada Order of Canada                                                                    | CM OC CC                       | 1967     |             |                                                                                | Citoyens canadiens vivants                | Canada                                                |
| Ordre du mérite militaire Order of Military Merit                                                  | MMM OMM CMM                    | 1972     |             | OFFICIUM ANTE COMMODUM                                                         | Membres des forces armées canadiennes     | Canada                                                |
| Ordre du mérite des corps policiers Order of Merit of the Police Forces                            | MOM OOM COM                    | 2000     |             |                                                                                | Membres des services de police canadiens  | Canada                                                |
| Ordre royal de Victoria Royal Victorian Order                                                      | GCVO KCVO/DCVO CVO LVO MVO     | 1896     | Victoria    | Victoria (« Victoire »)                                                        | Civils pour services rendus à la Couronne | Royaume-Uni Commonwealth                              |
| Très vénérable ordre de Saint-Jean Most Venerable Order of the Hospital of Saint John of Jerusalem | GCStJ KStJ/DStJ CStJ OStJ MStJ | 1831     |             | PRO FIDE. PRO UTILITATE HOMINUM (« Pour la Foi. Pour le bien de l'Humanité. ») | Citoyens du Commonwealth                  | Royaume-Uni Commonwealth États-Unis Hong Kong Irlande |

## Décorations
| Décoration                                                  | Rang / Lettres post-nominales | Création                       | Type | Éligibilité                           |
| ----------------------------------------------------------- | ----------------------------- | ------------------------------ | --- | ------------------------------------- |
| Croix de Victoria Victoria Cross                            | VC                            | 1993                           | Décoration de valeur militaire                                                                                | Membres des forces armées canadiennes |
| Croix de la Vaillance Cross of Valour                       | CV                            | 1972                           | Décoration de courage                                                                                         | Citoyens canadiens                    |
| Étoile de la vaillance militaire Star of Military Valour    | SMV                           | 1993                           | Décoration de valeur militaire                                                                                | Membres des forces armées canadiennes |
| Croix du service méritoire Meritorious Service Cross        | CSM (français) MSC (anglais)  | 1984 (militaire) 1991 (civile) | Décoration pour services méritoires                                                                           | Membres des forces armées canadiennes |
| Médaille du service méritoire Meritorious Service Medal     | MSM (français) MSM (anglais)  | 1984 (militaire) 1991 (civile) | Décoration pour services méritoires                                                                           | Membres des forces armées canadiennes |
| Médaille de la vaillance militaire Medal of Military Valour | MMV                           | 1993                           | Décoration de valeur militaire                                                                                | Membres des forces armées canadiennes |
| Étoile du courage Star of Courage                           | SC (anglais) ÉC (français)    | 1972                           | Décoration de courage                                                                                         | Citoyens canadiens                    |
| Médaille de la bravoure Medal of Bravery                    | MB                            | 1972                           | Décoration de courage                                                                                         | Citoyens canadiens                    |
| Médaille royale de Victoria Royal Victorian Medal           | RVM                           | 1896                           | Reconnaissance de services personnels rendus à la Souveraine ou à la famille royale et comme marque d’estime. | Civils et des militaires du rang.     |

## Médailles
| Décoration                                                | Rang / Lettres post-nominales | Création    | Type                                                 | Éligibilité |
| --------------------------------------------------------- | ----------------------------- | ----------- | ---------------------------------------------------- | --- |
| Médaille du sacrifice Sacrifice Medal                     | MS                            | 2009        | Reconnaissance des sacrifices consentis              | Membres des Forces armées canadiennes, leurs alliés et les civils travaillant à leurs côtés                                                   |
| Médaille pour services distingués Exemplary Service Medal |                               | 1983 - 2004 | Reconnaissance du dévouement à la sécurité du public | Agents de la paix, policiers, pompiers, agents de la Garde côtière, agents en milieu carcéral, professionnels des services d'urgence médicale |

## Ordre de préséance
L'ordre de préséance définit la hiérarchie des ordres, décorations et médailles du Canada.